# Antimelatoma buchanani
Antimelatoma buchanani är en snäckart. Antimelatoma buchanani ingår i släktet Antimelatoma och familjen Turridae. Utöver nominatformen finns också underarten A. b. maorum.

## Bildgalleri

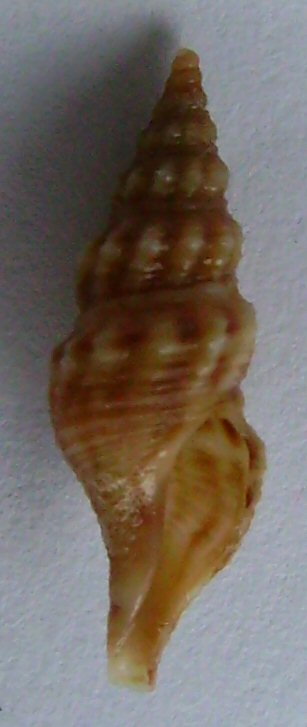